# 범어대성당
천주교 대구대교구 주교좌 범어대성당, 통칭 범어성당(泛魚聖堂)은 대구광역시 수성구 범어1동에 있는 천주교 대구대교구 교구장 대주교의 주교좌 성당이다. 본당의 주보 성인은 아씨시(이탈리아어: Assisi)의 성 프란치스코이며 대구대교구 계산성당 같이 주교좌 성당이다.

## 연혁
- 1945년 11월 범어동 782-2번지 일본인 신사(神社) 건물에서 범어공소 출범
- 1951년 3월 삼덕동 본당 관할 공소에서 본당으로 승격되었으며 초대 주임으로 권영조 마르코 신부가 부임
- 1959년 7월 1일(2대 노경삼 다니엘 신부)부터 1996년 1월 10일(10대 김임기 안토니오 신부 때)까지는 꼰벤뚜알 프란치스코 수도회에서 맡아서 사목
- 1996년 1월 10일(11대 강택규 예로니모 신부)부터 대구대교구로 사목권이 이관되었다.
- 2016년 5월 22일 대구대교구 100주년 기념 주교좌 범어대성당 봉헌